# 대한민국 형사소송법 제88조
대한민국 형사소송법 제88조는 구속과 공소사실 등의 고지에 대한 형사소송법의 조문이다.

## 조문
제88조(구속과 공소사실 등의 고지) 피고인을 구속한 때에는 즉시 공소사실의 요지와 변호인을 선임할 수 있음을 알려야 한다.

第88條(拘束과 公訴事實 等의 告知) 被告人을 拘束한 때에는 卽時 公訴事實의 要旨와 辯護人을 選任할 수 있음을 알려야 한다.

## 참조 조문

### 형사소송규칙
제52조(구속과 범죄사실등의 고지) 법원 또는 법관은 법 제72조 및 법 제88조의 규정에 의한 고지를 할 때에는 법원사무관등을 참여시켜 조서를 작성하게 하거나 피고인 또는 피의자로 하여금 확인서 기타 서면을 작성하게 하여야 한다.  <개정 1996.12.3., 1997.12.31.> [제목개정 1996.12.3.]

## 판례
- 본 조는 사후 청문절차에 관한 규정으로서 이를 위반하였다 하여 구속영장의 효력에 어떠한 영향을 미치는 것은 아니다[1]

## 참고 문헌
- 손동권 신이철, 새로운 형사소송법(초판, 2013), 세창, 2013. ISBN 9788984114081

## 같이 보기
- 구속